# Diga di Büyükorhan
La diga di Büyükorhan è una diga della Turchia. Si trova nella provincia di Bursa.